# Hombleux
Hombleux és un municipi francès situat al departament del Somme i a la regió dels Alts de França. L'any 2007 tenia 993 habitants.

## Demografia

### Població

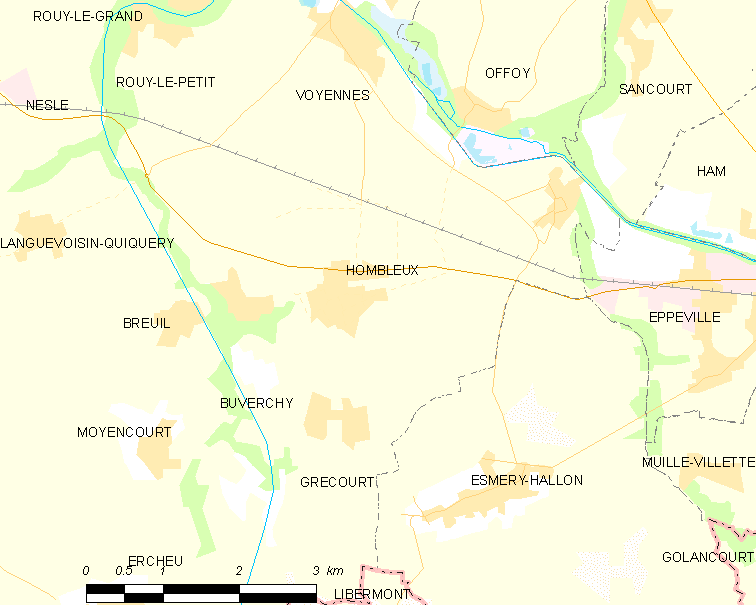

El 2007 la població de fet de Hombleux era de 993 persones. Hi havia 368 famílies de les quals 88 eren unipersonals (32 homes vivint sols i 56 dones vivint soles), 112 parelles sense fills, 140 parelles amb fills i 28 famílies monoparentals amb fills.
La població ha evolucionat segons el següent gràfic:
Habitants censats

### Habitatges

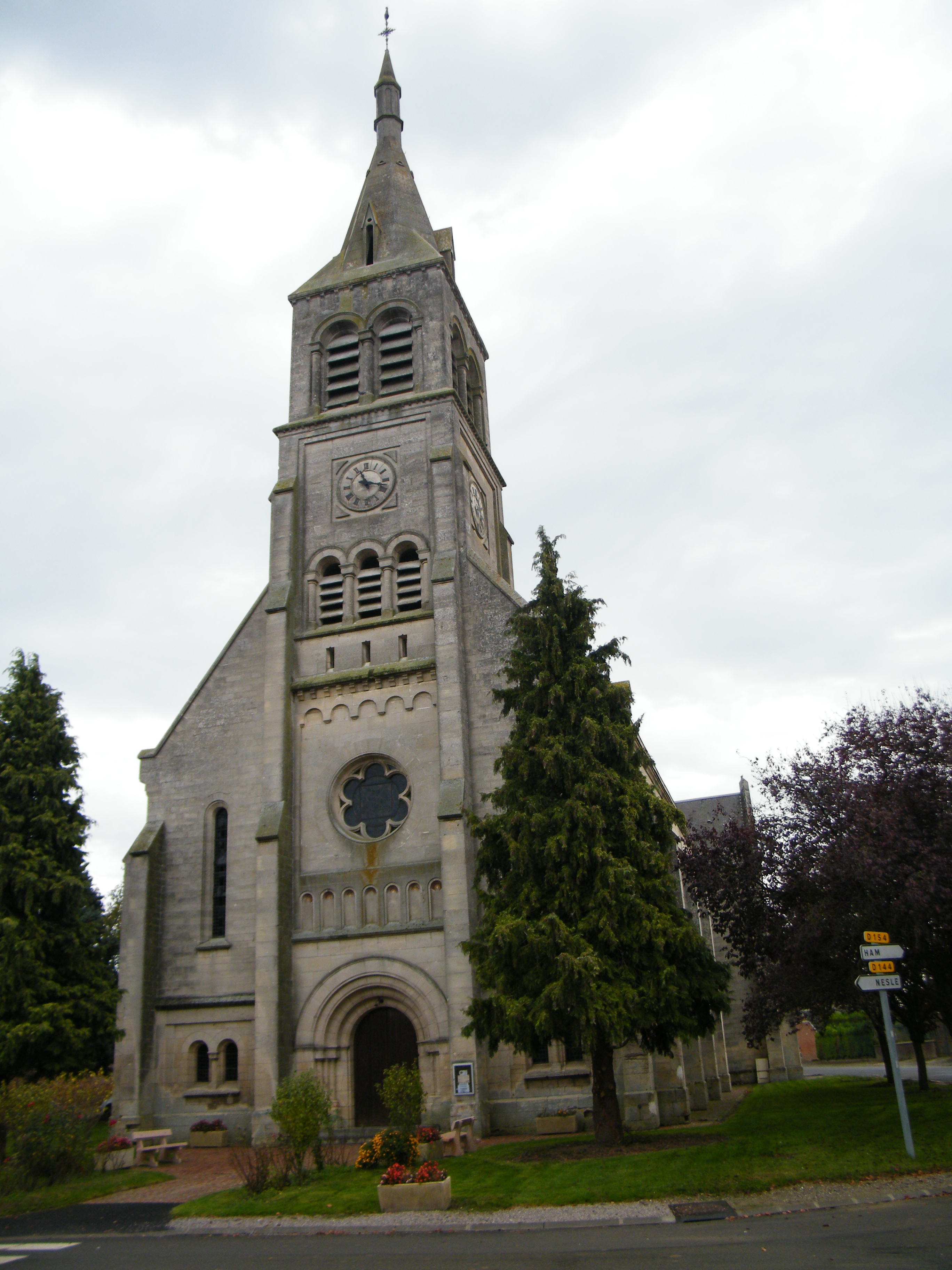

El 2007 hi havia 433 habitatges, 387 eren l'habitatge principal de la família, 25 eren segones residències i 20 estaven desocupats. 420 eren cases i 11 eren apartaments. Dels 387 habitatges principals, 334 estaven ocupats pels seus propietaris, 45 estaven llogats i ocupats pels llogaters i 8 estaven cedits a títol gratuït; 1 tenia una cambra, 6 en tenien dues, 52 en tenien tres, 119 en tenien quatre i 210 en tenien cinc o més. 292 habitatges disposaven pel capbaix d'una plaça de pàrquing. A 188 habitatges hi havia un automòbil i a 149 n'hi havia dos o més.

### Piràmide de població

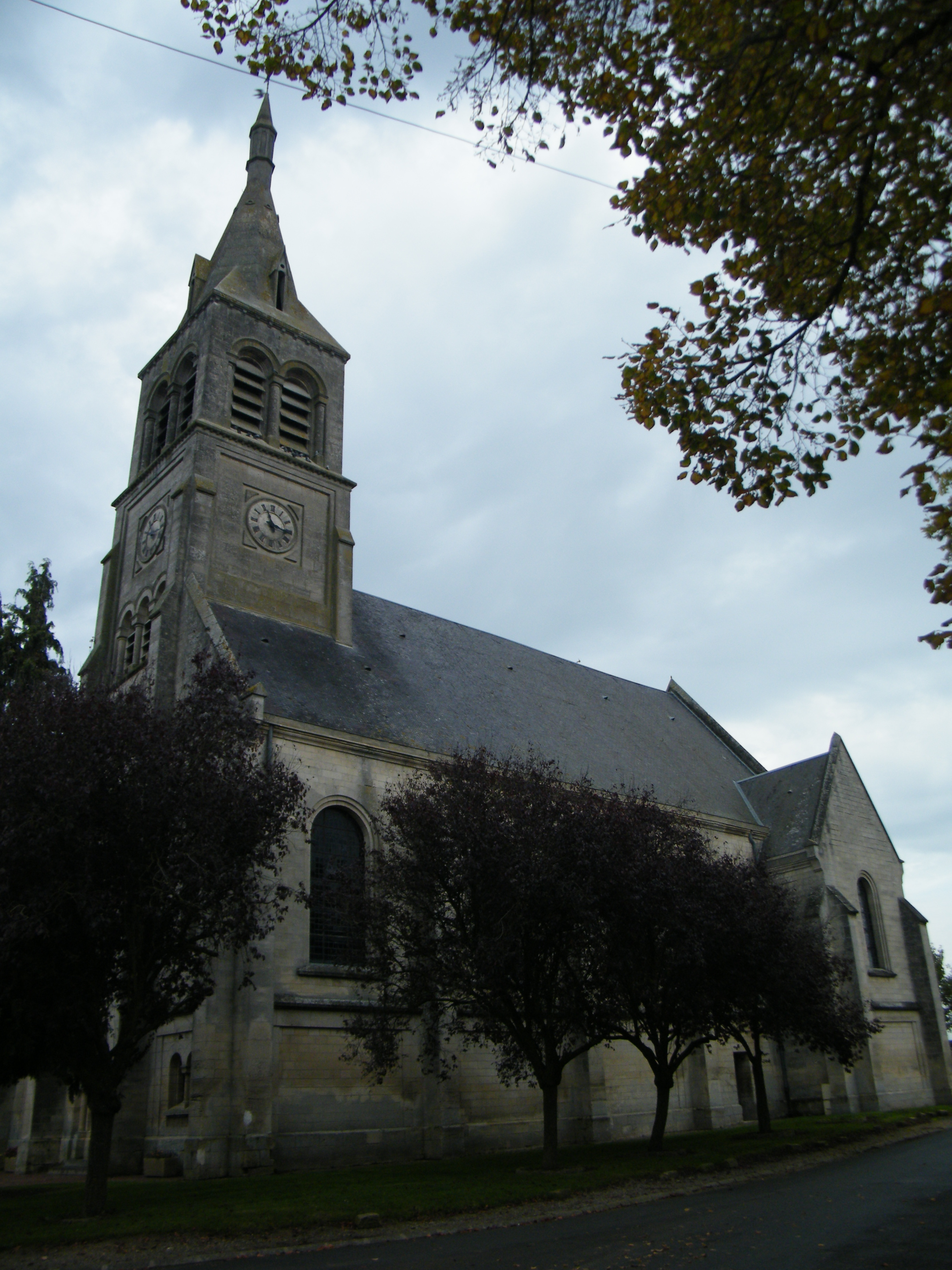

La piràmide de població per edats i sexe el 2009 era:
| Homes | Edats   | Dones |
| ----- | ------- | ----- |
| 4     | 95 o +  | 0     |
| 4     | 90 a 94 | 4     |
| 4     | 85 a 89 | 12    |
| 4     | 80 a 84 | 8     |
| 4     | 75 a 79 | 4     |
| 12    | 70 a 74 | 32    |
| 32    | 65 a 69 | 12    |
| 36    | 60 a 64 | 32    |
| 16    | 55 a 59 | 48    |
| 24    | 50 a 54 | 20    |
| 44    | 45 a 49 | 28    |
| 56    | 40 a 44 | 36    |
| 44    | 35 a 39 | 40    |
| 44    | 30 a 34 | 40    |
| 24    | 25 a 29 | 32    |
| 36    | 20 a 24 | 16    |
| 32    | 15 a 19 | 44    |
| 36    | 10 a 14 | 44    |
| 36    | 5 a 9   | 44    |
| 20    | 0 a 4   | 16    |

## Economia

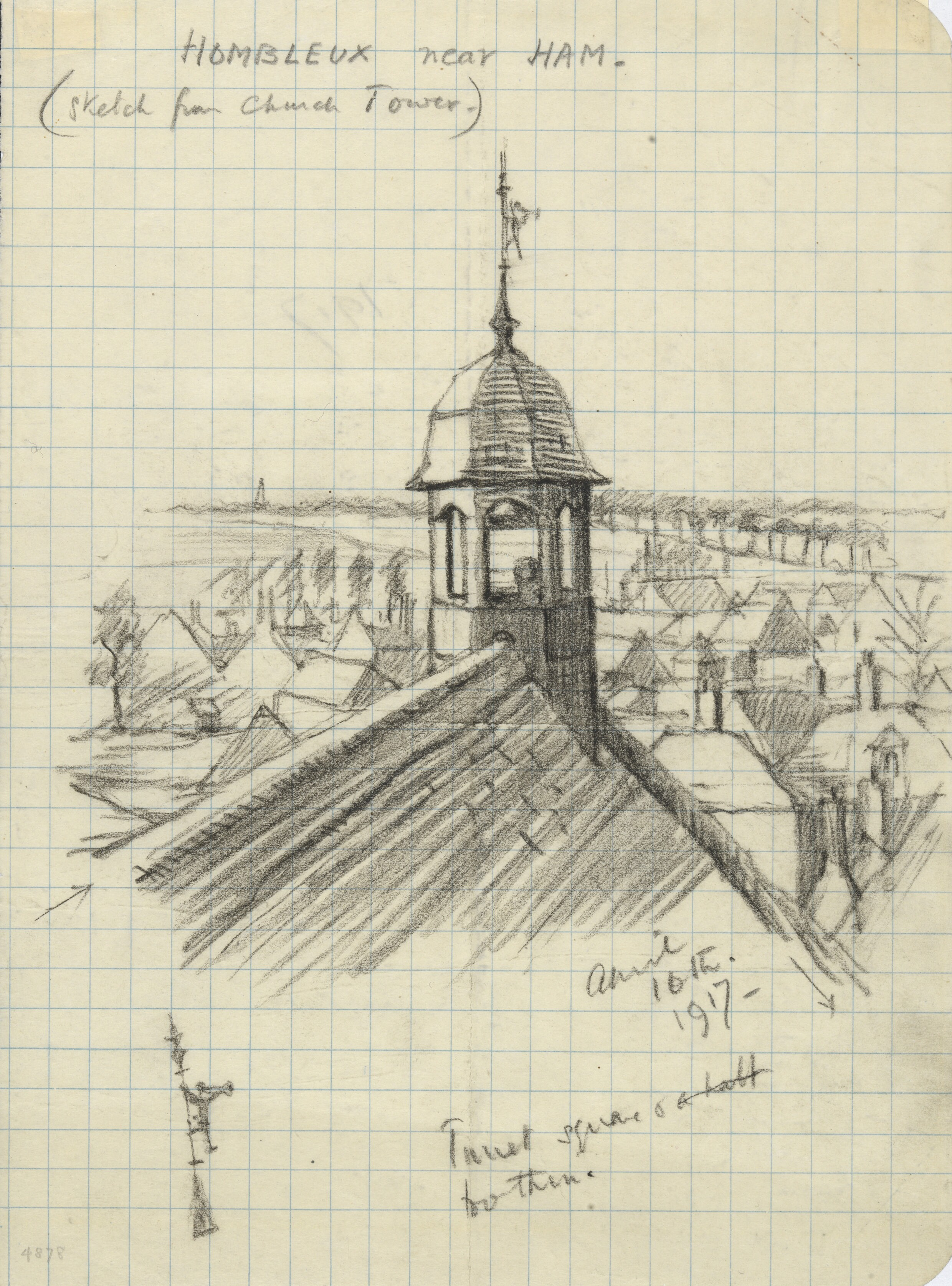

El 2007 la població en edat de treballar era de 640 persones, 436 eren actives i 204 eren inactives. De les 436 persones actives 389 estaven ocupades (224 homes i 165 dones) i 47 estaven aturades (27 homes i 20 dones). De les 204 persones inactives 68 estaven jubilades, 53 estaven estudiant i 83 estaven classificades com a «altres inactius».

### Ingressos
El 2009 a Hombleux hi havia 412 unitats fiscals que integraven 1.079,5 persones, la mediana anual d'ingressos fiscals per persona era de 16.435 €.

### Activitats econòmiques

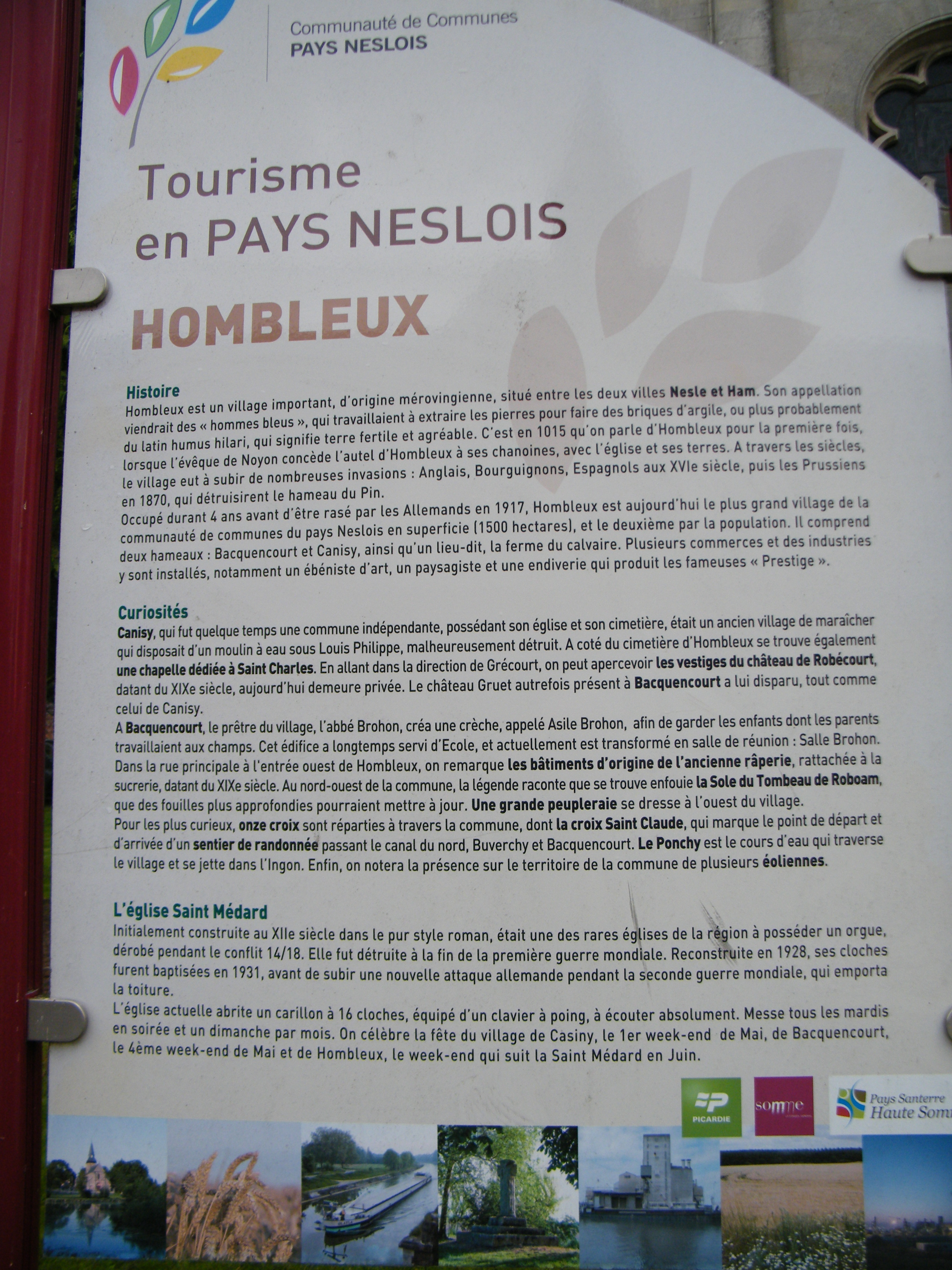

Dels 23 establiments que hi havia el 2007, 3 eren d'empreses extractives, 1 d'una empresa alimentària, 2 d'empreses de fabricació d'altres productes industrials, 1 d'una empresa de construcció, 4 d'empreses de comerç i reparació d'automòbils, 6 d'empreses de transport, 1 d'una empresa d'hostatgeria i restauració, 1 d'una empresa d'informació i comunicació, 3 d'empreses de serveis i 1 d'una empresa classificada com a «altres activitats de serveis».
L'únic servei als particulars que hi havia el 2009 era una oficina de correu.
L'únic establiment comercial que hi havia el 2009 era una fleca.
L'any 2000 a Hombleux hi havia 16 explotacions agrícoles que ocupaven un total de 1.010 hectàrees.

## Equipaments sanitaris i escolars
El 2009 hi havia una escola elemental.

## Poblacions més properes

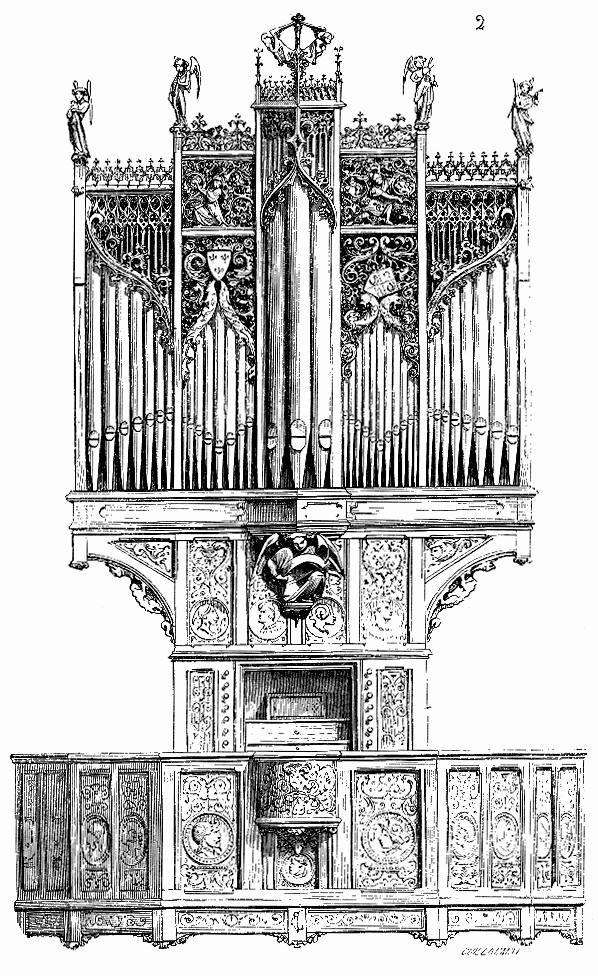

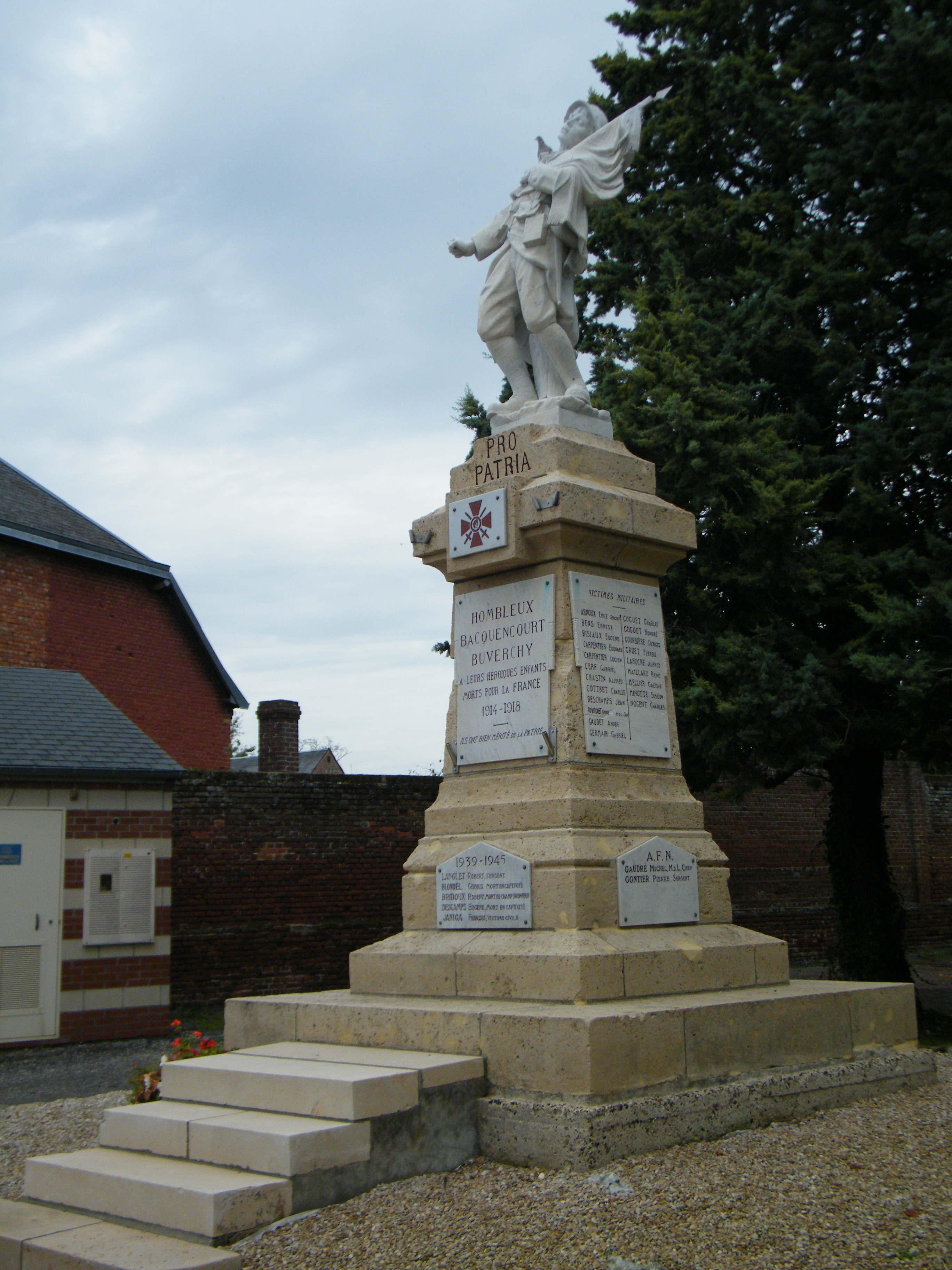

El següent diagrama mostra les poblacions més properes.